# Afroleptomydas humeralis
Afroleptomydas humeralis är en tvåvingeart som först beskrevs av Gerstaecker 1868.  Afroleptomydas humeralis ingår i släktet Afroleptomydas och familjen Mydidae. Inga underarter finns listade i Catalogue of Life.